# Abstammungssache
Abstammungssachen sind bestimmte in die Zuständigkeit der Familiengerichte fallende Verfahren über das materielle Abstammungsrecht, das seinerseits wiederum ein Teil des sogenannten Statusrechts ist. 
Nach § 111 Abs. 1 Nr. 3 FamFG sind die Abstammungssachen Familiensachen. Im Einzelnen zählen hierzu gemäß § 169 FamFG:
1. die Vaterschaftsfeststellung, also die Feststellung des Bestehens oder Nichtbestehens eines Eltern-Kind-Verhältnisses (§ 169 Nr. 1 FamFG);
2. die Abstammungsklärung, konkret die Ersetzung der Einwilligung in eine genetische Abstammungsuntersuchung und die Duldung der Entnahme hierzu erforderlicher Proben (§ 169 Nr. 2 FamFG) sowie die Verfahren über das Recht zur Einsicht in ein Abstammungsgutachten oder die Aushändigung einer Abschrift (§ 169 Nr. 3 FamFG).
3. die Vaterschaftsanfechtung (§ 169 Nr. 4 FamFG).
Das Verfahrensrecht für Abstammungssachen ist in §§ 169 ff. FamFG geregelt.

## Verfahren der freiwilligen Gerichtsbarkeit
Als Familiensachen sind die Abstammungssachen nach dem FamFG Angelegenheiten der freiwilligen Gerichtsbarkeit. Das frühere kontradiktorische Verfahren (vgl. § 640a ff. ZPO a. F.) wurde also durch ein Verfahren ersetzt, in dem sich zumindest formal nicht zwei streitende Parteien gegenüberstehen. Hintergrund ist die größere Flexibilität des Verfahrens der freiwilligen Gerichtsbarkeit bezüglich der Einbeziehung weiterer Verfahrensbeteiligter.

## Örtliche Zuständigkeit
Örtlich zuständig ist nach § 170 Abs. 1 FamFG grundsätzlich das Gericht des gewöhnlichen Aufenthalts des betroffenen Kindes. Ergibt sich hiernach keine örtliche Zuständigkeit in Deutschland, ist der Wohnsitz der Mutter, sodann der Wohnsitz des Vaters maßgeblich (§ 170 Abs. 2 FamFG). Besteht auch dann keine Zuständigkeit eines deutschen Gerichts, gilt hier die auch in Ehesachen vorgesehene Ersatzzuständigkeit des Amtsgerichts Schöneberg in Berlin.

## Antragserfordernis und Beteiligung
Das Verfahren wird nur auf Antrag eingeleitet (§ 171). Zwingend an dem Verfahren zu beteiligen sind nach § 172 Abs. 1 FamFG das Kind und seine Eltern, darüber hinaus unter Umständen auch das Jugendamt, wenn es seine Beteiligung beantragt (§ 172 Abs. 2 FamFG). Wenn es zur Wahrung der Interessen eines minderjährigen Kindes erforderlich ist, hat das Gericht diesem einen Verfahrensbeistand zu bestellen (§ 174 FamFG).

## Wirkung der Entscheidung
Eine rechtskräftige Entscheidung in einer Abstammungssache wirkt für und gegen jedermann (§ 184 FamFG). Eine Abänderung des Beschlusses ist nicht zulässig; allerdings kann bei Vorliegen eines neuen Abstammungsgutachtens das Restitutionsverfahren betrieben werden (§ 185 FamFG).